# 青天の霹靂 (米)
青天の霹靂（せいてんのへきれき）は、ジャポニカ種に属するイネの品種名および銘柄名。2015年3月に品種登録出願、同年4月に青森県の奨励品種に指定された粳種（うるち米）である。青森県産米としては初めて、日本穀物検定協会食味ランキングにおいて最高評価の「特A」評価を受けた銘柄である。

## 概要
青森の気候では「コシヒカリ」、「ササニシキ」等、青森県外で開発された良食味米品種を栽培すると短日性のために出穂が遅れたり、耐冷性やいもち病抵抗性が不十分であったりする等、非常に困難である。故に青森県産米は他の東北の米より美味しくないというイメージを長年にわたって持たれ続けていた。また、育成当時（2014年以前）北海道および東北地方では唯一、青森県だけが日本穀物検定協会食味ランキングでの最高評価「特 A」評価を得ていない状況となっていた。そこで、「青天の霹靂」は、青森県における出穂期が8月上旬であり、耐冷性および耐病性に優れ、その上で食味ランキングの特A評価獲得が可能な極良食味品種となることを目標に育成された。
「青天の霹靂」の品種名は、弥生時代最北の水田があった青森の「青」と北の空の「天」雷鳴の「霹靂（へきれき）」から命名された。ロゴ・パッケージはグラフィックデザイナー白井陽平が制作した。

## 特性

### 形態的特性
対照品種「つがるロマン」に比べて移植時の苗長や生育初期の草丈は長く、葉色はやや淡い。稈長は「つがるロマン」よりやや短く耐倒伏性は優れている。

### 生態的特性
「青天の霹靂」は、育成時の対照品種「つがるロマン」より出穂期が１日程度遅く（黒石市での2012～2014年の3ヵ年平均で8月3日）、成熟期は「つがるロマン」並（同3ヵ年平均で9月11日）であり、青森県での熟期は「中生の中」に属する粳種のイネである。いもち病ほ場抵抗性については葉いもち病抵抗性が「極強」、穂いもち病抵抗性が「強」と評価されており、「つがるロマン」と比較するとそれぞれ２ランク強くなっている。障害型耐冷性は「強」と評価され「つがるロマン」よりも１ランク強い。
ただし、これらの評価は2018年3月以前の評価基準であり、品種登録での現行の特性審査基準では、葉いもち病抵抗性は「かなり強」、穂いもち病抵抗性は「強」、障害型耐冷性は「やや強」と表現される。

### 食味特性
玄米品質は「つがるロマン」より良く、食味官能評価の結果も粘りが強く、硬さがやや柔らかく、総合評価が優るとされている。公式PRサイトでは「ほどよいツヤと、やわらかな白さが特徴で、粘りとキレのバランスがいい、上品な甘みの残る味わい」で、「さっぱり」とした食感であるとしている。

## 育成経過
2006年、青森県農林総合研究センター水稲育種部（現、青森県産業技術センター農林総合研究所水稲品種開発部）で育成を開始した。「北陸202号（後の「夢の舞」）」と「青系157号」のF1個体を母親、「青系158号」を父親として三系交配が行われた。その年の秋に温室で雑種第1世代（F1）集団を育成し、F2世代種子を採取した。
2007年には温室でF2～F4世代までの世代促進が行われた。なお、各世代約2000個体が栽培された。
2008年、集団採種したF5世代種子を90g播種し、約2000個体を圃場に１株１本植えで移植し、個体選抜を行った。その結果81個体を選抜し、次年度の系統種子とした。
2009年、前年度選抜した81個体を81系統として、１系統24個体ずつの系統栽培とした。同時に障害型耐冷性及び葉いもち抵抗性検定に供試した。系統の固定度、草型、熟期、いもち病抵抗性、玄米品質などを総合的に検討した結果、12系統を選抜し、各系統から３個体ずつを次年度の系統種子とした。
2010年、前年度選抜した12系統36個体を12系統群36系統として、１系統60個体ずつ系統栽培した。また、生産力検定予備試験、いもち病抵抗性、障害型耐冷性、穂発芽性などの特性検定試験に供試した。特性を総合的に検討した結果、いもち病抵抗性、耐冷性、玄米品質及び食味が優れる２系統を選抜し「黒2391」及び「黒2392（後の「青天の霹靂」）」の系統番号を付して、次年度も検討を継続することとした。
2011年、系統栽培を継続し、生産力検定本試験験及び特性検定試験並びに系統適応性検定試験に供試した。熟期、収量、玄米品質、障害型耐冷性、いもち病抵抗性などの特性を総合的に検討した結果、「黒2392」を有望と判断し「青系187号」の地方系統名を付し、奨励品種決定調査への配付を開始した。
2012年より「あおもり米優良品種の選定基礎試験及び現地試験（水稲奨励品種決定基本調査及び現地調査）」に供試し、青森県内での適応性を調査した。同年に、あおもり米優良品種の選定を補完する試験として、「青系172号」、「青系180号」、「青系181号」、「青系182号」の4系統と「青系187号」を比較検討し、「青系172号」と「青系187号」を有望とした。
2013年、「青系172号」、「青系187号」の２系統を「あおもり米新品種『特A』プロジェクト事業」の下、青森県内9ヵ所（平川市４か所、黒石市、田舎館村、つがる市、鶴田町、鰺ヶ沢町）で試験栽培を行った。その栽培データ及び日本穀物検定協会の食味官能評価を参考に「青系187号」を穀物検定協会の評価「特Ａ」取得を目指す極良食味品種とすることとし、2014年2月28日に市場評価のために第二種認定品種に指定した。
2014年6月より正式な品種名命名のために公募を行い、11,049件の名称案から、2014年11月5日に三村申吾県知事によって品種名を「青天の霹靂」とすると発表された。
「青天の霹靂」の育成は、雑種第10代（Ｆ10世代）で完了し、育成に要した年数は８年であった。品種登録出願は2014年10月6日に行われ、2017年12月12日に品種登録された（登録番号第26307号）。
2015年4月1日に主要農作物奨励品種の指定を受け、本格的な生産が開始した。

### 系譜[2]
| 夢の舞 | 夢の舞 | 夢の舞 | 夢の舞 | 夢の舞 | 夢の舞 |    |    | 青系157号 | 青系157号 | 青系157号 | 青系157号 | 青系157号                | 青系157号 |  |  | ふゆげしき | ふゆげしき | ふゆげしき | ふゆげしき | ふゆげしき | ふゆげしき |           |           | まっしぐら | まっしぐら | まっしぐら | まっしぐら | まっしぐら | まっしぐら |
| 夢の舞 | 夢の舞 | 夢の舞 | 夢の舞 | 夢の舞 | 夢の舞 |    |    | 青系157号 | 青系157号 | 青系157号 | 青系157号 | 青系157号                | 青系157号 |  |  | ふゆげしき | ふゆげしき | ふゆげしき | ふゆげしき | ふゆげしき | ふゆげしき |           |           | まっしぐら | まっしぐら | まっしぐら | まっしぐら | まっしぐら | まっしぐら |
|        |        |        |        |        |        |    |    |           |           |           |           |                          |           |  |  |            |            |            |            |            |            |           |           |            |            |            |            |            |            |
|        |        |        |        | F1     | F1     | F1 | F1 | F1        | F1        |           |           |                          |           |  |  |            |            |            |            |            |            | 青系158号 | 青系158号 | 青系158号  | 青系158号  | 青系158号  | 青系158号  |            |            |
|        |        |        |        | F1     | F1     | F1 | F1 | F1        | F1        |           |           |                          |           |  |  |            |            |            |            |            |            | 青系158号 | 青系158号 | 青系158号  | 青系158号  | 青系158号  | 青系158号  |            |            |
|        |        |        |        |        |        |    |    |           |           |           |           |                          |           |  |  |            |            |            |            |            |            |           |           |            |            |            |            |            |            |
|        |        |        |        |        |        |    |    |           |           |           |           | 青天の霹靂 （青系187号） |           |  |  |            |            |            |            |            |            |           |           |            |            |            |            |            |            |

## 「特A」評価の取得
2014年度産「青天の霹靂」は参考品種として出品され、2015年2月19日初めての「特A」取得となった。これは青森県産米では初めての快挙であった。
2015年10月10日より一般販売を開始した後、2015年度産「青天の霹靂」も「特A」を取得。以後、2022年度産に至るまで8年連続して「特A」の評価を受けていたが、2023年以降はA評価にとどまっている。

## 栽培
作付けは、安定した登熟気温が確保できる「津軽中央（山間冷涼除く）」および「津軽西北」のうち、特に良食味生産が可能な水田の生産に限定している。また、玄米タンパク質含有率は水分15%換算で6.0%以下（乾物換算で7.0%以下）、収量目標は9俵/10aといった生産目標を設定し、生産者には自己点検チェックシートによるチェックを義務づけている。さらに産地全体でばらつきのない高品質な米を生産するため、青森県産業技術センター農林総合研究所農業ICT開発部では衛星画像から栽培管理に有用な情報を判定する技術や、衛星情報を簡単に見ることができるWebアプリを開発しており、栽培指導等に活用している。

## 記念日
10月10日は日本記念日協会登録『青森のお米「青天の霹靂」の日』である。